# كيتي وارد
كيتي وارد (بالإنجليزية: Katy Ward)‏ هي لاعبة كرة قدم بريطانية، ولدت في 5 يناير 1984 في Yardley, Birmingham ‏ في المملكة المتحدة. لعبت مع Bristol City W.F.C. ‏.

## وصلات خارجية
- كيتي وارد على موقع الاتحاد الدولي (مؤرشف)  (الإنجليزية)
- كيتي وارد على موقع Soccerway.com (الإنجليزية)